# My Eridani
My Eridani, (μ Eridani, förkortat My Eri, μ Eri) som är stjärnans Bayerbeteckning, eller 57 Eridani, är en dubbelstjärna belägen i den nordöstra delen av stjärnbilden Eridanus. Den har en genomsnittlig skenbar magnitud på 4,00 och är synlig för blotta ögat där ljusföroreningar ej förekommer. Baserat på parallaxmätning inom Hipparcosuppdraget på ca 6,3 mas, beräknas den befinna sig på ett avstånd på ca 520 ljusår (ca 160 parsek) från solen.

## Egenskaper
Primärstjärnan My Eridani A är en blå till vit underjättestjärna av spektralklass B5 IV, som anger att den har förbrukat förrådet av väte i dess kärna och utvecklats bort från huvudserien. Den har en massa som är ca 6,2 gånger så stor som solens massa, en radie som är ca 6,1 gånger större än solens och utsänder från dess fotosfär ca 1 900 gånger mera energi än solen vid en effektiv temperatur av ca 15 700 K.
My Eridani är en pulserande variabel av SPB-typ. Den har en visuell magnitud på 4,00 och varierar 0,05 i amplitud. År 1910 bestämdes den till att vara en enkelsidig spektroskopisk dubbelstjärna där stjärnparet kretsar kring varandra med en period av 7,380618 dygn och en excentricitet av 0,344, under vilken de genomgår Algolliknande förmörkelser.